# دانشگاه آزاد اسلامی واحد بیرجند
دانشگاه آزاد اسلامی بیرجند یکی از واحدهای دانشگاه آزاد اسلامی است که در شهر بیرجند واقع شده‌است.

## دانشکده‌ها
- دانشکده فنی و مهندسی
- دانشکده حقوق و علوم اداری
- دانشکده ادبیات و علوم انسانی
- دانشکده هنر و معماری
- دانشکده پیراپزشکی و بهداشت
- دانشکده کشاورزی
- دانشکده علوم پزشکی
- دانشکده تربیت بدنی

## تحصیلات تکمیلی
تحصیل در مقطع کارشناسی ارشد این دانشگاه از سال ۱۳۷۸ آغاز شده‌است و رشته‌های ریاضی محض، ریاضی کاربردی، روان‌شناسی بالینی، روان‌شناسی تربیتی، روان‌شناسی کودکان استثنایی، ادبیات فارسی، کشاورزی، علوم و صنایع غذایی و … در داشگاه آزاد بیرجند دایر می‌باشد.

## امکانات و ویژگی‌های بارز دانشگاه
- کتابخانه جامع (بزرگ‌ترین فضای کتابخانه‌ای استان) با ۳۲۰۰ مترمربع زیر بنا و ۱۳۰ هزار جلد کتاب
- کتابخانه دیجیتال با قابلیت دسترسی به بسیاری از منابع علمی جهان
- آزمایشگاه مرکزی ۲ هزار مترمربع
- مزرعه آموزشی۱۳۰ هکتار
- فضای ورزشی ۱۱ هزار مترمربع
- کلینیک روان‌شناسی و مرکز مشاوره
- مرکز بیرجندشناسی
- عضو اتحادیه دانشگاه‌های جهان اسلام